# Superpuchar Polski

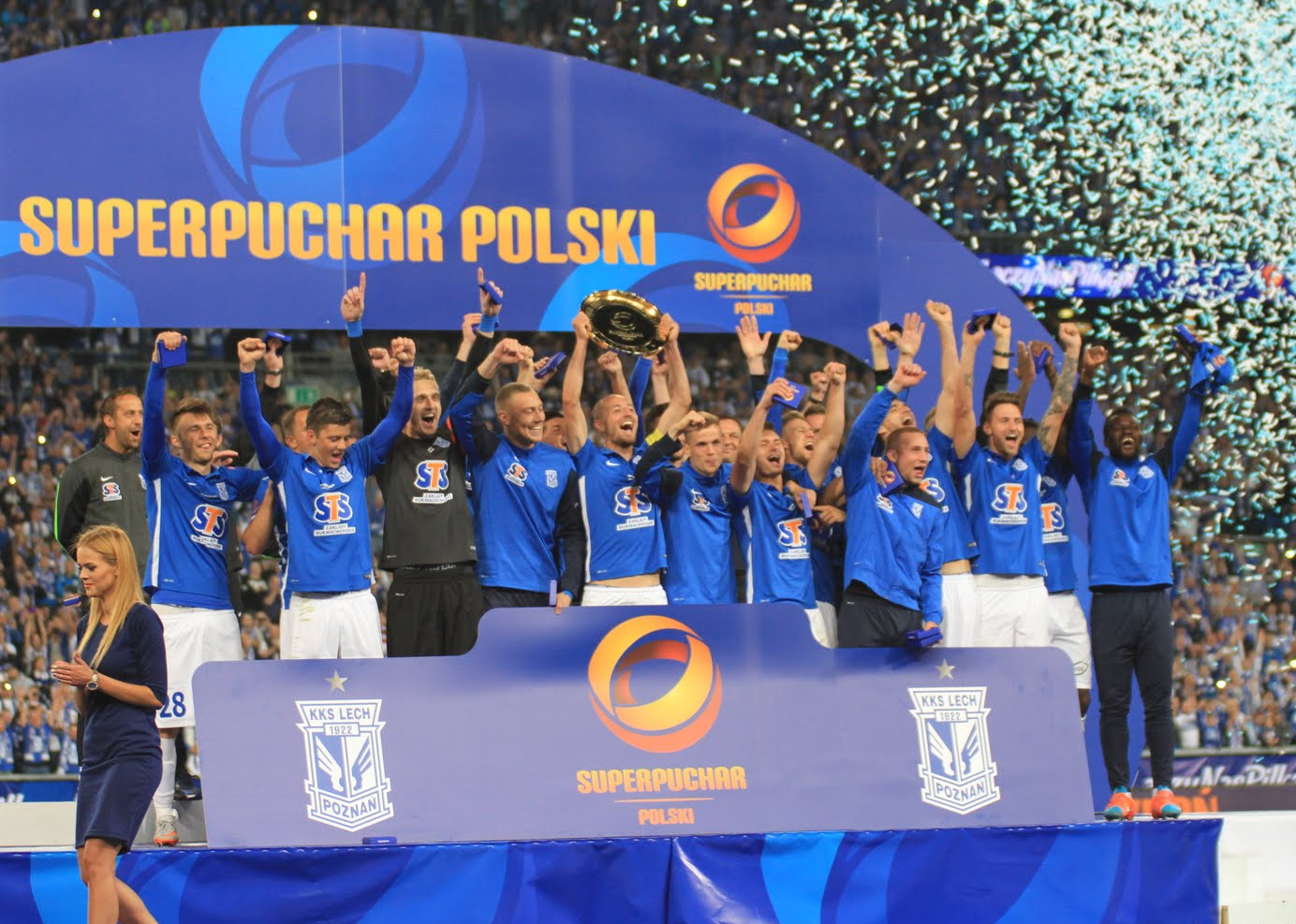
Il celebra la vittoria della Supercoppa di Polonia nel 2015.

La Supercoppa di Polonia (in polacco Superpuchar Polski) è la competizione annuale in cui si affrontano in un'unica gara i campioni di Polonia in carica con i detentori della Coppa di Polonia. Nel caso in cui una stessa squadra vinca campionato e coppa, accede alla partita la squadra sconfitta in finale in coppa.

## Albo d'oro
| Edizione | Città                   | Vincitore del Campionato | Vincitore della Coppa | Risultato           |
| -------- | ----------------------- | ------------------------ | --------------------- | ------------------- |
| 1983     | Danzica                 | Lech Poznań              | Lechia Danzica        | 0-1                 |
| 1984     | non disputata           | non disputata            | non disputata         | non disputata       |
| 1985     | non disputata           | non disputata            | non disputata         | non disputata       |
| 1986     | non disputata           | non disputata            | non disputata         | non disputata       |
| 1987     | Białystok               | Górnik Zabrze            | Śląsk Breslavia       | 0-2                 |
| 1988     | Piotrków Trybunalski    | Górnik Zabrze            | Lech Poznań           | 2-1                 |
| 1989     | Zamość                  | Ruch Chorzów             | Legia Varsavia        | 0-3                 |
| 1990     | Bydgoszcz               | Lech Poznań              | Legia Varsavia        | 3-1                 |
| 1991     | Włocławek               | Zagłębie Lubin           | GKS Katowice          | 1-1 (dts) 2-3 (dtr) |
| 1992     | Lubin                   | Lech Poznań              | Miedź Legnica         | 4-2                 |
| 1993     | Radom                   | ?                        | GKS Katowice          | non disputata       |
| 1994     | Płock                   | Legia Varsavia           | ŁKS                   | 6-4                 |
| 1995     | Rzeszów                 | Legia Varsavia           | GKS Katowice          | 0-1                 |
| 1996     | Wodzisław Śląski        | Widzew Łódź              | Ruch Chorzów          | 0-0 (dts) 5-4 (dtr) |
| 1997     | Varsavia                | Widzew Łódź              | Legia Varsavia        | 1-2                 |
| 1998     | Grodzisk Wielkopolski   | ŁKS                      | Amica Wronki          | 0-1                 |
| 1999     | Ostrowiec Świętokrzyski | Wisła Cracovia           | Amica Wronki          | 0-1                 |
| 2000     | Płock                   | Polonia Varsavia         | Amica Wronki          | 4-2                 |
| 2001     | Starachowice            | Wisła Cracovia           | Polonia Varsavia      | 4-3                 |
| 2002     | Suwałki                 | Legia Varsavia           | Wisła Cracovia        | non disputata       |
| 2003     | non disputata           | non disputata            | non disputata         | non disputata       |
| 2004     | Poznań                  | Wisła Cracovia           | Lech Poznań           | 2-2 (dts) 1-4 (dtr) |
| 2005     | non disputata           | non disputata            | non disputata         | non disputata       |
| 2006     | Varsavia                | Legia Varsavia           | Wisła Płock           | 1-2                 |
| 2007     | Lubin                   | Zagłębie Lubin           | GKS Bełchatów         | 1-0                 |
| 2008     | Ostrowiec Świętokrzyski | Wisła Cracovia           | Legia Varsavia        | 1-2                 |
| 2009     | Lubin                   | Wisła Cracovia           | Lech Poznań           | 1-1 (dts) 3-4 (dtr) |
| 2010     | Płock                   | Lech Poznań              | Jagiellonia           | 0-1                 |
| 2011     | non disputata           | non disputata            | non disputata         | non disputata       |
| 2012     | Varsavia                | Śląsk Breslavia          | Legia Varsavia        | 1-1 (dts) 4-2 (dtr) |
| 2013     | non disputata           | non disputata            | non disputata         | non disputata       |
| 2014     | Varsavia                | Legia Varsavia           | Zawisza Bydgoszcz     | 2-3                 |
| 2015     | Poznań                  | Lech Poznań              | Legia Varsavia        | 3-1                 |
| 2016     | Varsavia                | Legia Varsavia           | Lech Poznań           | 1-4                 |
| 2017     | Varsavia                | Legia Varsavia           | Arka Gdynia           | 1-1 (dts) 3-4 (dtr) |
| 2018     | Varsavia                | Legia Varsavia           | Arka Gdynia           | 2-3                 |
| 2019     | Gliwice                 | Piast Gliwice            | Lechia Danzica        | 1-3                 |
| 2020     | Varsavia                | Legia Varsavia           | KS Cracovia           | 0-0 (dts) 4-5 (dtr) |
| 2021     | Varsavia                | Legia Varsavia           | Raków Częstochowa     | 1-1 (dts) 3-4 (dtr) |
| 2022     | Varsavia                | Lech Poznań              | Raków Częstochowa     | 0-2                 |
| 2023     | Częstochowa             | Raków Częstochowa        | Legia Varsavia        | 0-0 5-6 (dtr)       |
| 2024     | Varsavia                | Jagiellonia              | Wisła Cracovia        | 1-0                 |
| 2025     | Poznan                  | Lech Poznań              | Legia Varsavia        | 1-2                 |

## Vittorie per club
| Club              | Vittorie | Sconfitte | Anni vittorie                      | Anni sconfitte                                             |
| ----------------- | -------- | --------- | ---------------------------------- | ---------------------------------------------------------- |
| Lech Poznań       | 6        | 5         | 1990, 1992, 2004, 2009, 2015, 2016 | 1983, 1988, 2010, 2022, 2025                               |
| Legia Varsavia    | 6        | 10        | 1989, 1994, 1997, 2008, 2023, 2025 | 1990, 1995, 2006, 2012, 2014, 2015, 2016, 2017, 2018, 2021 |
| Amica Wronki      | 2        | 1         | 1998, 1999                         | 2000                                                       |
| Raków Częstochowa | 2        | 1         | 2021, 2022                         | 2023                                                       |
| Arka Gdynia       | 2        | -         | 2017, 2018                         |                                                            |
| GKS Katowice      | 2        | -         | 1991, 1995                         |                                                            |
| Lechia Danzica    | 2        | -         | 1983, 2019                         |                                                            |
| Śląsk Breslavia   | 2        | -         | 1987, 2012                         |                                                            |
| Jagiellonia       | 2        | -         | 2010, 2024                         |                                                            |
| Wisła Cracovia    | 1        | 4         | 2001                               | 1999, 2004, 2008, 2009                                     |
| Górnik Zabrze     | 1        | 1         | 1988                               | 1987                                                       |
| Polonia Varsavia  | 1        | 1         | 2000                               | 2001                                                       |
| Widzew Łódź       | 1        | 1         | 1996                               | 1997                                                       |
| Zagłębie Lubin    | 1        | 1         | 2007                               | 1991                                                       |
| Wisła Płock       | 1        | -         | 2006                               |                                                            |
| Zawisza Bydgoszcz | 1        | -         | 2014                               |                                                            |